# Лесново
 Тази статия е за селото в България.  За селото в Северна Македония вижте Лесново (община Пробищип).  
Лесново е село в Западна България. То се намира в Община Елин Пелин, Софийска област. То е най-равното село в околността, склоновете на планината започват  от село Доганово и село Богданлия, с които то граничи.

## География
Село Лесново се намира в община Елин Пелин, в източната част на Софийското поле, между склоновете на Стара планина от север и на Средна гора от югоизток, на 30 км източна посока от столицата София. Релефът на селото е високоравнинен и край него протича водосборната река Лесновска, която се влива в река Искър.

## История
При разкопки до селото, край стар римски път (III век) са открити останки от голямата римска пътна станция, наречена Бурагара (при траките Бугарака, Бурбурака).
Първоначалното име на селото е Орманлъ от турски: Ormanlı, по-късно побългарено на Орманлия, и означава „гористо място“, оттам и днешното Лесново. През 1662 г. османският пътешественик Евлия Челеби пише:
| „ | ... и стигнахме в село Орманлии. И то е разположено в Софийското поле, с една джамия, триста къщи и е изцяло зиамет (Зиамет – особен вид ленно владение в Османската империя през средновековието с годишен доход от 20000 до 100000 акчета). | “ |

В края на 18 век турският управител на София строи в селото голям чифлик, който се превръща в лятна резиденция на софийските паши. През 1841 г. френският дипломат Жером-Адолф Бланки посещава селото на път от София за Ихтиман и го споменава в своя пътепис. След Освобождението огромната част от имотите на чифлика са завзети от фамилията Спасовци и за кратко селото бива наричано Спасови чифлици.
Най-известният лесновчанин е ковачът Никола Гуджов, който в село Мечка създал оръжейна работилница, в която се подготвяло въоръжение за Априлското въстание. Същият е наречен от Димитър Страшимиров „Велик Круп“ на Априлското въстание. При избухването на въстанието двама жители на Лесново – Серафим Туолов и Иван Зиков подпомагали с хляб Хвърковатата чета на Георги Бенковски. Те обаче били заловени от турците и пребити до смърт.
През 60-те години на 20 век бившият кмет на селото Коста Митов написва неговата история „Село Лесново – кратък исторически очерк“.
- Паметни плочи в центъра на Лесново
- Мемориален комплекс
- Плоча "Тоз, кой падне в бой за свобода, той не умира"
- Чешма-паметник в центъра

## Родове
Лесновски фамилии са се установявали в селото по различно време и по различни причини. Най-старите родове, които обитават Лесново са Угриновци, Дръндовци, Илийковци, Ганеви и Терзиевци. На фамилията Терзиевци принадлежи и първият кмет на селото (още от преди Освобождението), Тричко чорбаджи. Някои фамилии са пристигнали след потушаването на известните Въстания в Северозападна България 1833-1841. Така например през 1841 г. в селото се заселва беглецът от Нишкото въстание Стойко Зиков, който поставя началото на няколко големи фамилии – Спасовци, Бранковци, Боневци и Атанасовци (Зиковци). Според съхраненото предание, Стойко Зиков произхождал от рода на цар Иван Шишман. От същия край придошли и основоположниците на фамилиите Делкини (Стоян Делкин) и Апостоловци (Стоян Апостолов).
В Лесново се заселили и много преселници от Македония, а именно Мито Дейков от село Радобил (Прилепско) – основоположник на фамилията на Гърците, първият лесновски даскал Георги Жаров от село Горно Броди, родовете Ленковци, Натовци (Маските), Карагьошовци и Жмишковци. Някои от най-големите фамилии са се преселили от съседни софийски села. Така например основоположникът на рода Делибалтовци дошъл от село Мирково (Пирдопско), след като там отсякъл главата на сестра си (оттам и фамилията „дели балтия“, което ще рече „луда секира“). От село Вакарел били родовете на Вакарелци и Лумбевци, а от село Нови хан – на Бозаджиите.

## Личности
- Димитър Лазов (1850 – 1936 г.), деец на БРЦК, арестуван след Арабаконашкия обир, опълченец, участвал в Руско-турската война. След Освобождението – кавалерист и полицейски пристав, земевладелец в Лесново.
- Даскал Георги Иванов Жаров (1866 - 1952), (някъде срещан с грешно изписана фамилия Джоров), е първият учител и основател на второто начално училище до 4-то отделение в с. Лесново (1910 - 1937 г.), което се е помещавало в сградата известна на всички като “Здравната служба”. Само за информация, първото начално училище е основано 1879 г. в частна къща в селото. Роден е в с. Горно Броди (Серес, Гърция - Област Централна Македония). Завършил е Солунската гимназия 1892 г., радикал и съратник на Стоян Костурков 1866 - 1949 от Панагюрище (основател на Радикалдемократическата партия и министър в три кабинета).  През 1893 г. даскал Жаров пристига преселник - бежанец в село Орманлия. Жени се за Анка Кодева.   Всестранно развита личност, освен четмо и писмо, Жаров е учил децата и на много други практични дейности: Дърводелство, Пеене в хор, Шиене (вкл. на цървули), Театрални пиеси, както и сам е свирил на цигулка.   Даскал Георги Жаров има издадена книга през 1941 г. със заглавие “Отъ името на кооперацията” - пиеса в VI картини.
- Наталия Цекова, актриса.

## Обществени институции
- Народно читалище „Безсмъртие 1919”[5][6]
- Основно училище „Христо Ботев“ - eдно от най-старите училища в община Елин Пелин. Основано е през 1879 г.
- Целодневна детска градина "Славейче"

- НЧ „Безсмъртие 1919” (2022)
- Кукерски празник пред читалището (2006)
- ЦДГ "Славейче" (2022)

## Културни и природни забележителности
Църква „Свети Архангел Михаил“
Една от забележителностите на селото е църквата „Свети Архангел Михаил“, построена в началото на XX век и реконструирана в началото на XXI век. Тя е единствената в региона трикуполна църква и една от малкото подобни в България.
Старият дъб
Като природна забележителност може да се отбележи и най-старото дърво в района – „Старият дъб“ на възраст повече от 500 години.

### Редовни събития
От незапомнени времена и до днес ежегодно в първата събота и неделя от Новата година по случай Йордановден и Ивановден в селото се провежда празникът „Деведжиите“. Това е кукерски празник, в който участват само мъже. В първия ден на празника маскираните, заедно с основната група, състояща се от младежи, които през настоящата година ще навършат пълнолетие, обикалят „Долната махала“ на селото. Младежите от основната група пресъздават традиционна „Шопска сватба“ и са облечени в шопска носия, като един от тях е пременен и нагласен като булка (невеста) с шопски литак, с бели ръкави, с наниз „пендари“ и т.н. До него е младоженецът, както и кумът и деверите, всички нагласени като сватбари с китки на калпаците. Групата задължително води със себе си и магаре с дисаги, водено от магарищар, което да носи даровете – хляб, вино, сланина. Като на всяка сватба, присъстват и гайдарджията и тъпанджията, които пред всяка къща свирят „деведжийската“, от която трепва сърцето на всеки лесновчанин, а „сватбарите“ играят пред домакините, които ги даряват. За всеки лесновски дом това е вълнуващо събитие. На втория ден още от ранни зори деведжиите обикалят „Горната махала“, а на обяд цялото село излиза на площада, за да посрещне „основната група“ – сватбарите, и да се порадва на маскираните, които са излезли на този ден и които превръщат празника в своеобразен карнавал, на който могат да се видят откъм веселата страна различни злободневни проблеми от социалния и обществен живот. Празникът завършва с кръшни хора и добро настроение.
Друго редовно събитие в селото е събора. Провежда се на Томина неделя, първата неделя след Великден. В миналото събора се е провеждал на поляна извън селото, където са се събирали много хора както от селото така и от съседните села. Виели се кръшни хора.
В по-ново време и понастоящем събора е на центъра на селото, където се събират близки, родини и приятели за да се видят и повеселят.
В последните няколко години като редовно събитие се превърнаха и конните състезания, които са винаги на Първи май. Те започват като преглед-дефиле на коне и каруци на площада на селото пред Читалището, след което участници и зрители се отправят на поляната над летището, където се провеждат и самите състезания.

### Други
На мястото на джамията е построен ресторантът „Старият дъб“. Това е ресторант, направен и обзаведен в „тоталитарен“ стил. Там са били отпразнувани много сватби, кръщенета, абитурентски балове и изпращания на новобранци. След идването на демокрацията ресторантът е взет от италианска фирма, която изнася гъби. Преустроен на хипермаркет.

## Списък на кметовете на Лесново
|    | Име                              | От             | До               | Бележка |
| -- | -------------------------------- | -------------- | ---------------- | --- |
|    | Дядо Тричко                      | януари 1875    | декември 1884    | |
| 1  | Стоимен Тодоров Бозаджийски      | януари 1884    | декември 1895    | |
| 2  | Димитър Атанасов                 | януари 1896    | ноември 1896     | |
| 3  | Тодор Геров                      | ноември 1896   | април 1899       | |
| 4  | Янаки Пешов Конакчийски          | май 1899       | декември 1899    | |
| 5  | Димитър Ценев Миджов             | януари 1900    | февруари 1901    | |
| 6  | Георги Ганев Гьоков              | февруари 1901  | юни 1901         | По време на един от трите си кметски мандати, Георги Ганев (12.04.1870 – 26.05.1953) е приет от софийския областен кмет на редовен отчет. На тези срещи, за всяко село по отделно се решавало колко данък (реквизит), да се удържи. На една от срещите, дедо Георги отива със скъсани цървули на бос крак. Като го видял, областният възкликнал с усмивка: „Ако това им е кмета, то какво остава за обикновените хора от село?“ Дали тази визия е помогнала за начислен по-малък данък за селото, няма точна информация, но случката остава в историята на с. Лесново. Истината е малко по-прозаична: дедо Георги е имал трайна кожна инфекция по ходилата, която не му позволявала да носи чорапи и въобще нещо обуто, затова винаги вървял бос, та дори и зимно време слагал само едни цървули, но задължително на бос крак. |
| 7  | Димитър Ценев Миджов             | юни 1901       | октомври 1902    | |
| 8  | Ане Петков Минев                 | октомври 1902  | юни 1908         | |
| 9  | Георги Ганев Гьоков              | януари 1903    | март 1911        | |
| 10 | Христоско Манолов Църньов        | април 1911     | декември 1913    | |
| 11 | Коста Стоянов Делкин             | декември 1913  | май 1914         | |
| 12 | Георги Ганев Гьоков              | май 1914       | декември 1918    | |
| 13 | Боне Стоименов Тодоров           | януари 1918    | април 1920       | |
| 14 | Найдо Спасов Ботов               | април 1920     | май 1922         | |
| 15 | Ноче Далев Велев                 | май 1922       | септември 1922   | |
| 16 | Гаврил Ангелков                  | септември 1922 | май 1923         | |
| 17 | Коста Стоянов Делкин             | юни 1923       | август 1924      | |
| 18 | Христоско Манолов Църньов        | септември 1924 | март 1928        | |
| 19 | Коста Стоянов Делкин             | март 1928      | януари 1929      | |
| 20 | Георги Найдов Панков             | януари 1929    | юни 1929         | |
| 21 | Соколин Ленков Дашев             | юни 1929       | април 1930       | |
| 22 | Христоско Манолов Църньов        | април 1930     | септември 1930   | |
| 23 | Димитър Цветанов Терзийски       | септември 1930 | ноември 1931     | |
| 24 | Станислав Спасов                 | декември 1931  | май 1934         | |
| 25 | Никола Илиев Гатов               | май 1934       | юни 1934         | |
| 26 | Боян Йорданов Василев            | септември 1934 | септември 1935   | Офицер от гр. София. |
| 27 | Йордан Панайотов Николов         | септември 1935 | октомври 1938    | От гр. София. |
| 28 | Петър Иванов Въжаров             | октомври 1938  | април 1942       | Трудов офицер от гр. София. |
| 29 | Георги Димитров Найдов           | април 1942     | май 1944         | Юрист от гр. София. |
| 30 | Димитър Петков Анев              | юни 1944       | юли 1944         | Изпълняващ длъжността секретар-бирник. |
| 31 | Петър Димитров Атанасов          | август 1944    | 9 септември 1944 | От гр. София. |
| 32 | Стоян Христосков Георгиев        | октомври 1944  | януари 1945      | |
| 33 | Иван Зафиров Стоянов             | януари 1945    | юни 1946         | |
| 34 | Стоян Христосков Георгиев        | юни 1946       | октомври 1947    | |
| 35 | Костадин Николов Митов           | ноември 1947   | март 1949        | |
| 36 | Ленко Савов Ленков               | март 1949      | юни 1949         | |
| 37 | Стефан Трифонов Панков           | юни 1949       | септември 1950   | |
| 38 | Стоян Петров Богданов            | септември 1950 | декември 1952    | |
| 39 | Манол Стоилков Манолов           | декември 1952  | април 1953       | |
| 40 | Цветан Райков Стоянов            | април 1953     | април 1954       | |
| 41 | Спас Иванов Ненов                | април 1954     | май 1955         | |
| 42 | Цветан Райков Стоянов            | май 1955       | октомври 1957    | |
| 43 | Асен Милотинов Велков            | ноември 1957   | декември 1958    | |
| 44 | Костадин Николов Митов           | декември 1958  | февруари 1963    | Председател на Изпълнителния комитет на Общинския народен съвет на Лесново, Доганово, Богданлия, Караполци, Огняново и Голема Раковица. |
| 45 | Цветан Райков Стоянов            | март 1963      | юни 1965         | Председател на Изпълнителния комитет на Общинския народен съвет на Лесново, Доганово, Богданлия, Караполци, Огняново и Голема Раковица. |
| 46 | Асен Милотинов Велков            | юни 1965       | ноември 1967     | Председател на Изпълнителния комитет на Общинския народен съвет на Лесново, Доганово, Богданлия, Караполци, Огняново и Голема Раковица. |
| 47 | Христо Трайков Манолов           | декември 1967  | октомври 1972    | Председател на Изпълнителния комитет на Общинския народен съвет на Лесново, Доганово, Богданлия, Караполци, Огняново и Голема Раковица. |
| 48 | Желка Станчева Бозаджийска       | октомври 1972  | декември 1976    | Председател на Изпълнителния комитет на Общинския народен съвет на Лесново, Доганово, Богданлия, Караполци, Огняново и Голема Раковица. |
| 49 | Петър Вълков Видулов             | август 1976    | август 1978      | Председател на Изпълнителния комитет на Общинския народен съвет на Лесново, Доганово, Богданлия, Караполци, Огняново и Голема Раковица. |
| 50 | Андрей Христов Колев             | август 1978    |                  | След 25 март 1979 г. се създават селищните системи и Лесново става кметство. |
| 51 | Цвятко Бранков                   |                |                  | |
| 52 | Александър Лазаров Спасов        | 2003           |                  | |
| 53 | Стоян Цветанов Стоименов         |                |                  | |
| 54 | Александър Лазаров Спасов        | ноември 2007   | ноември 2011     | |
| 55 | Румяна Тодорова Младенова-Бонева | ноември 2011   |                  | Издигната от ГЕРБ. |
| 56 | Ангел Атанасов Ангелов           |                | октомври 2015    | Довършва мандата на Румяна Младенова. |
| 57 | Стоян Цветков Зарчов             | октомври 2015  |                  | Издигнат от коалиция ЕДИНСТВО – БСП, АТАКА, НОВА ЗОРА |
| 58 | Цвeтко Стоянов Цветков           | октомври 2023  | до момента       | Издигнат от Инициативен комитет за Цветко Стоянов Цветков |